# Sphecodes minarum
Sphecodes minarum är en biart som beskrevs av Carlos Schrottky 1910. Sphecodes minarum ingår i släktet blodbin, och familjen vägbin. Inga underarter finns listade i Catalogue of Life.